# 303e régiment d'infanterie
Le 303e régiment d'infanterie (303e RI) est un régiment d'infanterie de l'Armée de terre française constitué en 1914 avec les bataillons de réserve du 103e régiment d'infanterie.
À la mobilisation, chaque régiment d'active créé un régiment de réserve dont le numéro est le sien plus 200.

## Création et différentes dénominations
- 4 août 1914 : formation à Alençon du 303e régiment d'infanterie
- 24 janvier 1918 : Dissolution au camp de Châlons.

## Chefs de corps
- 1er août - 8 septembre 1914 : lieutenant-colonel Adolphe-Émile Laparra (blessé)
- 8 - 15 septembre 1914 : chef de bataillon Joseph-Jules Leneuf (par intérim)
- 15 septembre 1914 - 12 juillet 1916 : lieutenant-colonel Pierre-Charles-Camille Blachon
- 12 juillet 1916 - 24 avril 1917 : lieutenant-colonel Georges-Théophile-Jules Botreau-Roussel-Bonneterre (tué à l'ennemi)
- 24 avril - 16 mai 1917 : chef de bataillon Joseph-Charles Darré (par intérim)
- 16 mai 1917 - 27 janvier 1918 : lieutenant-colonel Hyacinthe-Jacques-Victor Amiot

## Historique des garnisons, combats et batailles du303eRI

### Première Guerre mondiale

#### Affectations
- 54e Division d'Infanterie d'août à septembre 1914
- 72e Division d'Infanterie de septembre 1914 à juillet 1915
- 132e Division d'Infanterie de juillet 1915 à mars 1917
- 97e Division d'Infanterie de mars 1917 à janvier 1918

#### 1914
- Opérations de la IIIe et IVe Armées : Spincourt, Houdelaucourt, Éton (25 août), Billy-sous-Mangiennes (26 août)
- La retraite des IIIe et IVe Armées : Gercourt et le Bois de Forges (1er septembre)

#### 1915
- 26-28 février : Côtes de Meuse
- Opérations en Woëvre: Fresnes (7 mars)

#### 1916
- Bataille de la Somme: Vermandovillers, Bois Étoilé

#### 1917
- Août : Verdun : côte 304, tranchée de l’Abeille, Le Crochet

#### 1918
- 24 janvier : Dissolution

## Drapeau
Il porte, cousues en lettres d'or dans ses plis, les inscriptions suivantes:
- Lorraine 1914
- Verdun 1915

## Décorations décernées au régiment
Sa cravate est décorée de la Croix de guerre 1914-1918 avec une citation à l'ordre de l'armée (une palme).

## Sources et bibliographie
- Historique résumé du 303e régiment d'infanterie : 1914-1918, 15 p., lire en ligne sur Gallica.